# Cessione del debito
In diritto, con cessione del debito si intende una modificazione soggettiva dal lato passivo nel rapporto obbligatorio.
L'originario debitore viene sostituito da un soggetto che si obbliga a sua volta con il creditore all'adempimento delle prestazioni oggetto delle obbligazioni a carico dell'originario debitore.
Dato che con la cessione di debito cambia l'oggetto della garanzia patrimoniale, ovvero il patrimonio del debitore, in questo caso è rilevante che vi sia il consenso del creditore affinché la cessione avvenga (a differenza della cessione del credito). Anche in questo caso sopravvivono garanzie e privilegi.